# Fabien Saguez
Pour les articles homonymes, voir Saguez.
Fabien Saguez, né le 26 mai 1970 à Genève, est depuis le 4 juin 2022 le président de la Fédération française de ski. Il en était, de 2006 à 2022, le directeur technique national, Il était alors responsable tant du développement du ski alpin, du ski freestyle, du snowboard, du ski nordique et du biathlon que du haut niveau des mêmes disciplines.
En 1996, puis 2000, naissent ses deux filles qui cumulent plusieurs podiums en FIS et un championnat de France U14.

## Carrière
Licencié au club d’Annemasse, puis au club de Viuz-en-Sallaz et enfin au club de Morzine dans lequel il est resté 8 ans comme coureur, il en devient l'entraîneur pendant 6 ans.
De retour à Chamonix-Mont-Blanc il travaille comme moniteur à l’Ecole de ski, occupe diverses fonctions, puis intègre le club des sports pendant 2 ans et demi.
En 1997 Michel Vion (DTN) l'appelle pour entraîner l'équipe féminine de la coupe du monde, il y reste 7 ans avant de prendre le poste de directeur du club des sports de Chamonix-Mont-Blanc en 2004.
Alain Méthiaz, alors président de la FFS, le sollicite en 2006 pour prendre le poste de directeur technique national. Sa plus longue collaboration à ce poste est avec Michel Vion qui est élu à la présidence de la FFS en 2010 et deux fois réélu.
Le magazine spécialisé Ski Chrono développe chaque année un Saguezomètre pour compiler tous les podiums des équipes de France en Coupe du monde dans les épreuves de neige
Après le départ de Michel Vion de la présidence de la FFS (2010-2021), un intérim est assuré par Anne-Chantal Pigelet-Grévy, et ses relations avec Fabien Saguez sont si mauvaises, qu'il doit quitter son poste de DTN après seize années, en avril 2022 pour être « mis en disponibilité ». Il se lance alors dans la course à la présidence, et est élu lors de l'Assemblée Générale de la FFS le 4 juin 2022 à Dijon.